# Assaut (magazine)
Pour les articles homonymes, voir Assaut.
Assaut est un magazine mensuel en langue française  publié entre 2005 et 2013 spécialisé dans le domaine militaire : les grands événements militaires du monde, le quotidien des troupes d'élite, les matériels et les équipements utilisés.

## Informations
Il est édité par la SARL française Opex presse au capital de 14 000 euros dont le siège social se situe à Boulogne-Billancourt et le  chiffre d'affaires  annuel est d'environ 280 000 euros. Son impression est effectué par SIB à Boulogne-sur-Mer dans le Pas-de-Calais.
Le directeur de cette société créée en août 2005 est le journaliste et correspondant de guerre Yves Debay qui a travaillé précédemment pour le magazine Raids. Ce magazine a une quinzaine de principaux collaborateurs dans plusieurs pays.
La première parution de ce magazine d'une pagination de 88 pages a lieu en novembre 2005. À la suite du décès de Yves Debay lors d'un reportage durant la guerre de Syrie, le magazine s'est arrêté au 81e exemplaire en paru en février 2013.
La ligne éditoriale d'Assaut est de privilégier les reportages de terrain.

## Sujets d'actualités
Assaut revient sur tous les sujets d'actualités : Irak, Afghanistan, Tchad, Liban, les grandes manœuvres de l'OTAN en Norvège.
Présentation des armées nationales dont celles du Japon, de Singapour, de l'Irak, du Chili, etc.

## Rubriques du magazine
Le magazine possède un certain nombre de rubriques mensuelles.

### Les news
Qui présente en 2 ou 3 pages l'actualité du mois marquante sur le plan militaire, achat de matériel, déploiements, opérations.

### Trucs et astuces du chef Snoeck
Présente en 2 ou 3 pages des astuces, des tests de matériel, tout un ensemble d'informations pour durer sur le terrain, s'équiper, se repérer un petit peu dans la jungle des modèles...

### L'invité du mois
Présente en une dizaine de pages un matériel (un véhicule blindé ou non, une arme lourde ou légère). Cette rubrique évoque également les différents versions en utilisations de par le monde.

## Responsables

### Directeur de la publication et rédacteur en chef
- 2005-2013 : Yves Debay, tué lors de la guerre civile syrienne le 17 janvier 2013

## Collaborateurs

### France
- 2005-2012 : Jean-Jacques Cécile
- 2005-... : Jacques Baltzer
- 2005-2008 : Emmanuel Vivenot
- 2005-... : Cyrille Chazal
- 2009-... : Éric Cunat
- 2005-2013 Karl Prost (Parabellum-Média)

### Allemagne
- Carl Schulze
- Clemens Niesner
- Ralph Zwilling

### Belgique
- 2005-... : Jean-Michel Snoeck

### Italie
- 2005-... : Paolo Valpolini

### États-Unis
- Kevin Cooper

### Hong-Kong
- Gordon Arthur